# Nicolás Flores (Hidalgo)
Esta página se refiere a una localidad. Para el municipio homónimo véase Municipio de Nicolás Flores
Nicolás Flores es una localidad mexicana, cabecera municipal del municipio de Nicolás Flores en el estado de Hidalgo.

## Toponimia
La localidad se llamaba Santa María Tepexi, el Decreto sin número del 16 de noviembre de 1914; cambio de nombre de localidad a Santa María Tepeji. El decreto número 439 del 1 de enero de 1938; cambio de nombre a Nicolás Flores. Nombrado así en honor al general Nicolás Flores Rubio.

## Geografía
Se encuentra geográficamente en la Sierra Gorda, pero culturalmente se puede considerar como parte del Valle del Mezquital. Le corresponden las coordenadas geográficas 20°46’04” de latitud norte y 99°09’02” de longitud oeste, con una altitud de 1518 m s. n. m. Cuenta con un clima templado subhúmedo con lluvias en verano, con una temperatura media anual de 16 °C. y con una precipitación pluvial de 470 milímetros por año, siendo su período de lluvias de marzo a septiembre.
En cuanto a fisiografía se encuentra en la provincia de la Sierra Madre Oriental, dentro de la subprovincia de Carso Huasteco; su terreno es de sierra. En lo que respecta a la hidrología se encuentra posicionado en la región del Pánuco, dentro de la cuenca el río Moctezuma, en la subcuenca del río Amajac.

## Demografía
En 2010 registro una población de 361 personas, lo que corresponde al 5.46 % de la población municipal. De los cuales 165 son hombres y 196 son mujeres. Tiene 96 viviendas particulares habitadas.
| Gráfica de evolución demográfica de Nicolás Flores entre 1900 y 2010 |
|                                                                      |
| Población registrada por los censos y conteos del INEGI.             |

## Economía
La localidad tiene un grado de marginación bajo y un grado de rezago social muy bajo.